# Sadowoje (Czeczenia)
Sadowoje (ros. Садовое) – wieś w Rosji, w Czeczenii, w rejonie groznieńskim. W 2010 liczyła 3206 mieszkańców.

## Urodzeni
- Adłan Warajew – radziecki zapaśnik.
- Ibragim Szowchałow – radziecki i rosyjski zapaśnik.